# Freddy Vranckx
Freddy Vranckx was de burgemeester van de Vlaamse gemeente Lubbeek van 2000 tot 2012. Hij is lid van de Open VLD.
In 1988 begon zijn politieke carrière en werd hij 2de schepen. Na de gemeenteraadsverkiezingen in 1994 werd hij in 1995 eerste schepen. Bij de gemeenteraadsverkiezingen van 2000 haalde hij 1806 stemmen en nam daarmee de burgemeesterssjerp over van Roger Wierinckx. Vanaf de gemeenteraadsverkiezingen van 2012 werd N-VA echter de grootste partij en werd Theo Francken burgemeester. Freddy Vranckx zetelde vanaf dan als gemeenteraadslid en was tevens ook fractieleider binnen zijn partij. In de lente van 2018 nam hij na 30 jaar afscheid van de politiek. 
Op de gemeenteraad van november 2018 werd hij gehuldigd als ereschepen en ereburgemeester van Lubbeek.